# 日月光华BBS
日月光华BBS站，全称复旦大学日月光华BBS，成立于1996年，站名取自“复旦”校名出处《尚书大传·虞夏传》“日月光华，旦复旦兮”一句。拥有将近四百个版面，近八万个注册帐号，是上海高校中最大的网站之一，在华东地区高校当中有一定的影响力，最高在线人数曾超过万人。随着人人网等SNS网站的兴起，目前日月光华BBS站的日平均上站人数已跌落至3000人左右。

## 历史

### 1996年
- 4月19日，日月光华建站。
- 9月19日，因钓鱼岛事件关闭。
- 10月30日，以计算机系电子公告牌之名重开。

### 1997年
- 7月8日，恢复成为复旦大学正式电子公告牌。

### 1999年
- 3月8日，站务委员会重组。

### 2000年
- 4月19日，首次举行四周年站庆，此后每年一度的站庆成为全站最大的盛会。

### 2004年
- 4月19日，举办八周年站庆，间接引发了一件光华建站以来史无前例的大事，最终导致时任光华站务委员会总辞职。此后光华从半官方站点逐步转化成官方站点。一位版面总管的密码泄漏，以致内部版讨论内容泄露，内部讨论的一些内容引发网友任意猜测，导致对站务委员会的责难。站务委员会为了澄清自己的清白，全体辞职。该事件的发展进程，也反映出光华用户对光华站务管理体制中，监督机制相对缺乏的一种反思，“透明光华”成为网友们的主要诉求。

- 9月13日，新一届站务委员会成立。

### 2011年
- 受人人网等社交网站的冲击，复旦BBS站人气逐渐低迷，66个版面因人气低面临关闭。